# Buriti
Buriti là một đô thị thuộc bang Maranhão, Brasil. Đô thị này có diện tích 1474,041 km², dân số năm 2007 là 24577 người, mật độ 16,67 người/km².